# Натиск (Цілком таємно)
Натиск (Rush) — 5-й епізод сьомого сезону серіалу «Цілком таємно». Епізод не належить до «міфології серіалу» — це монстр тижня. Прем'єра в мережі «Фокс» відбулася 5 грудня 1999 року.
У США серія отримала рейтинг Нільсена, рівний 9.1 який означає, що в день виходу її подивилися 15.09 мільйона глядачів.

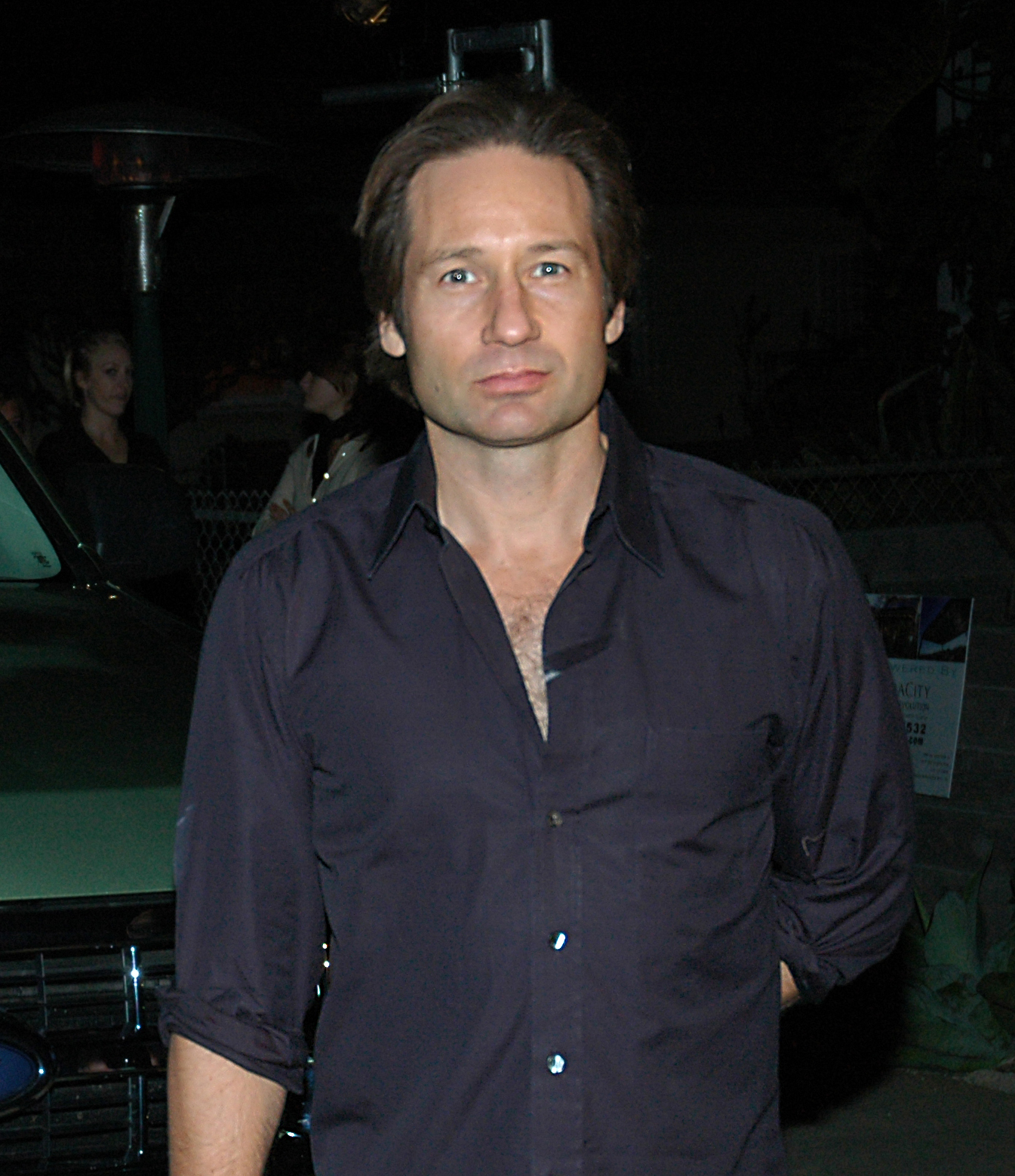

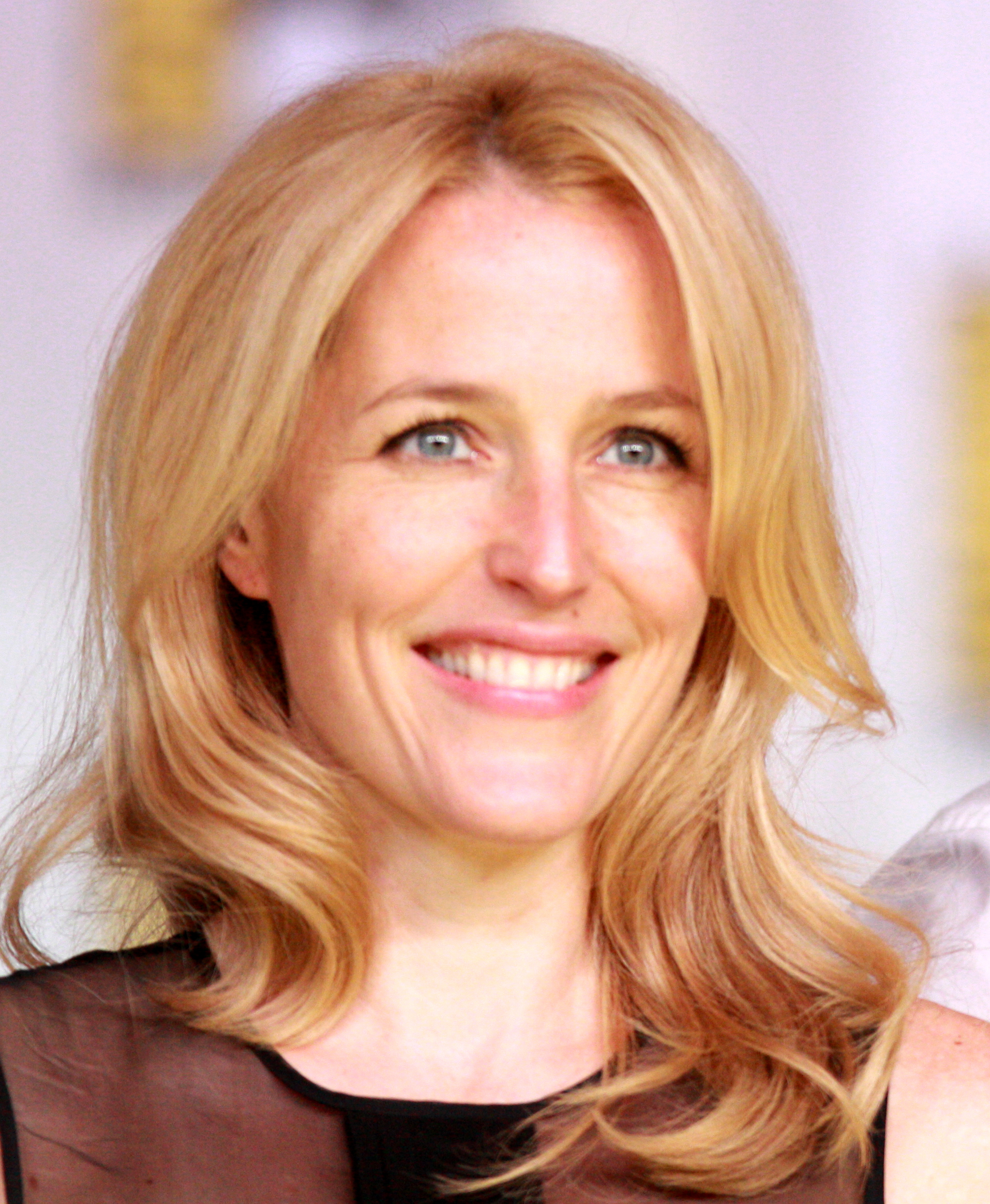

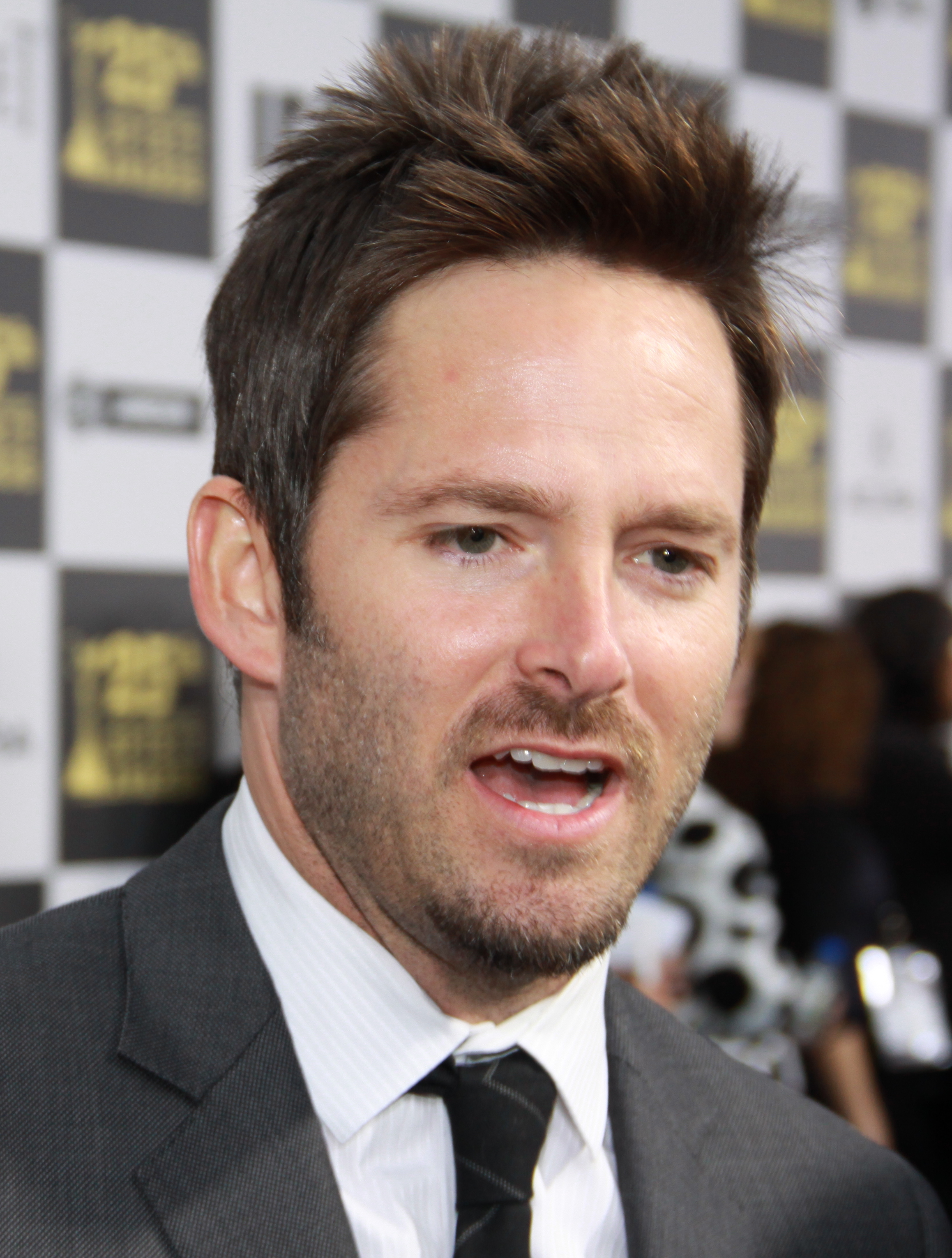

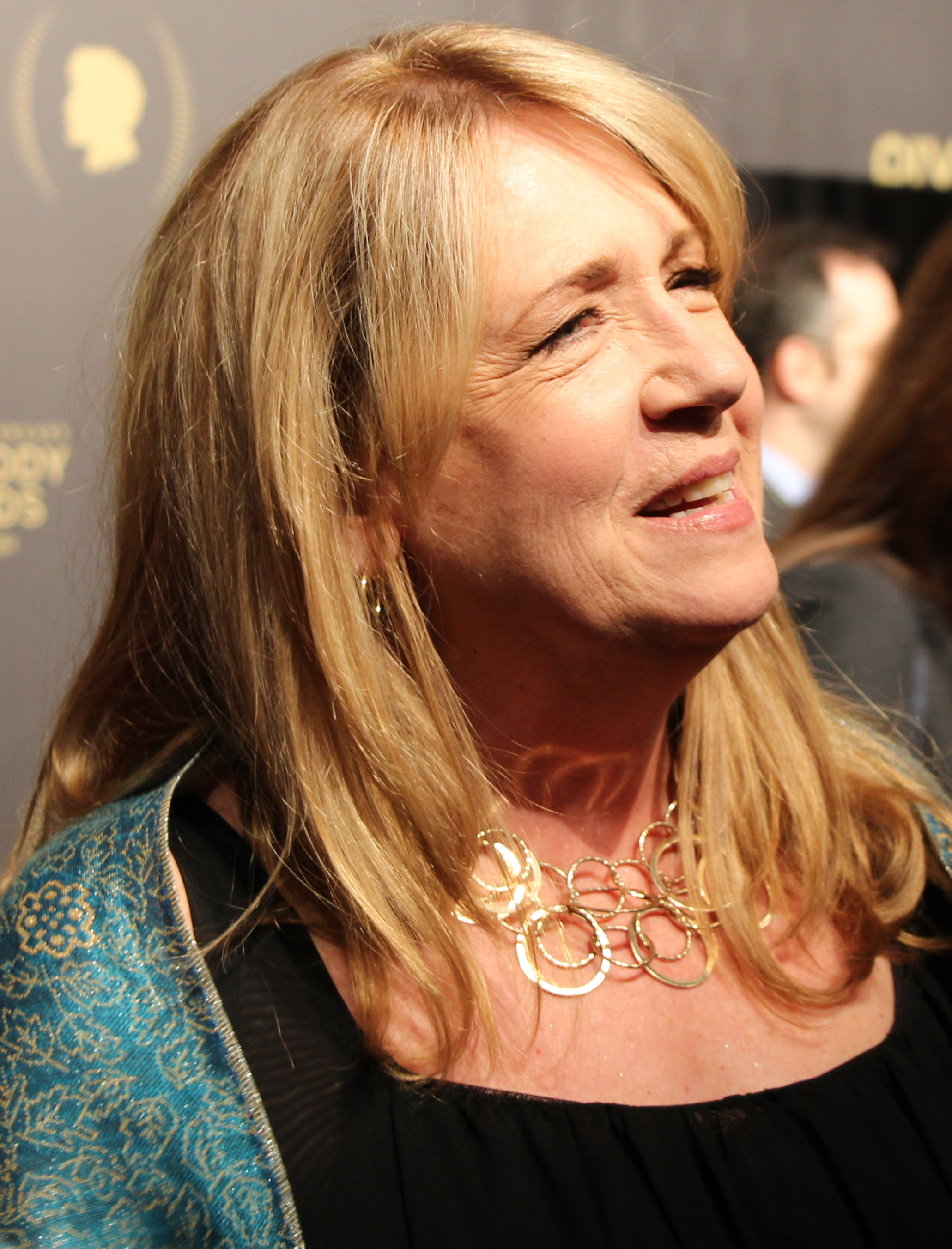

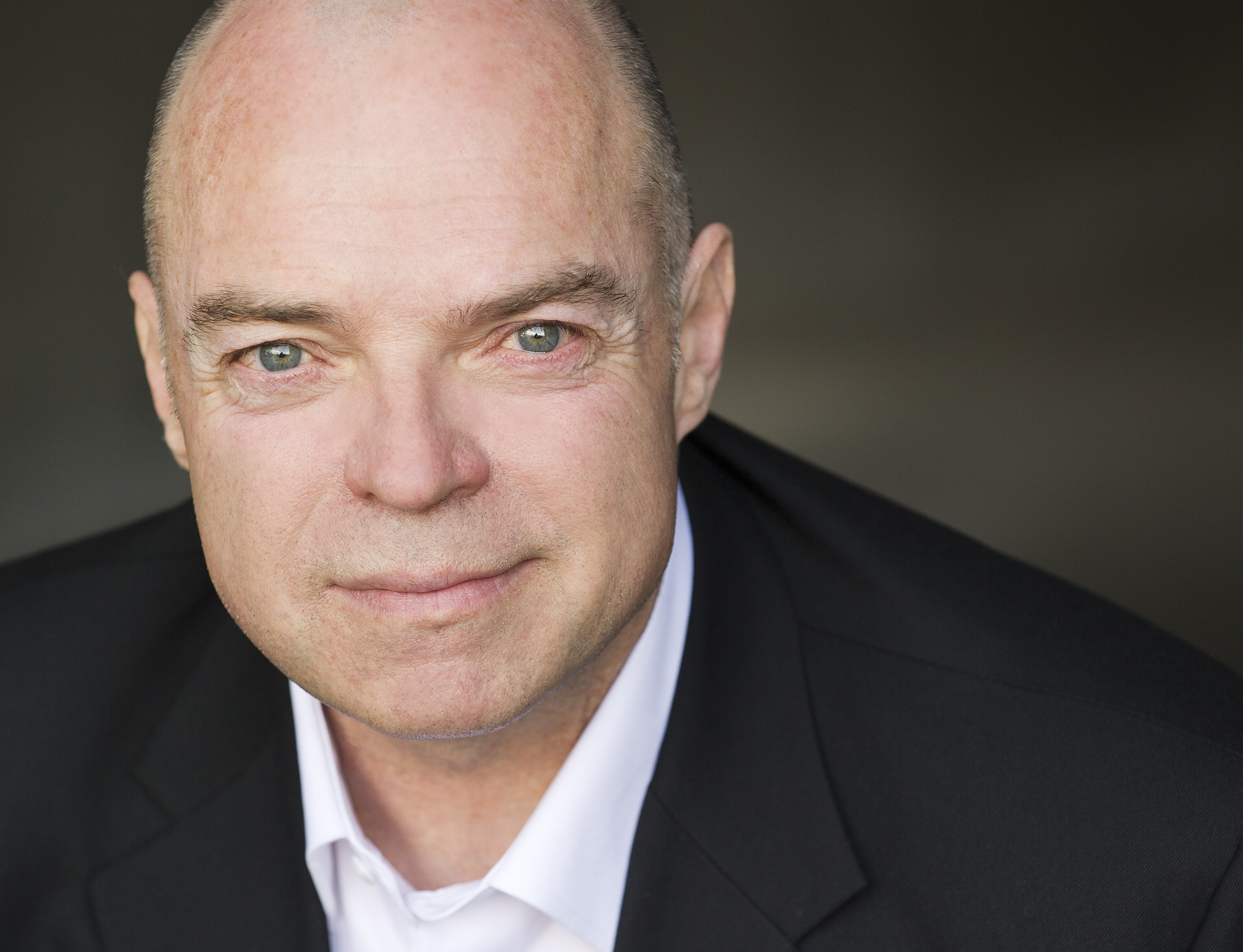

Малдер і Скаллі займаються розслідуванням дивного вбивства поліцейського, головним підозрюваним в якому є школяр. Вони виявляють, що він і його двоє друзів бавляться зі здатністю прискорювати їх рух до швидкості, яку не сприймає людське око.

## Зміст
Істина поза межами досяжного
У Пітсфілді (штат Вірджинія), Тоні Рід та ще двоє підлітків зустрічаються в лісі перед опівніччю, але їх перестріває заступник шерифа. Через кілька хвилин заступника Рональда Фостера вбивають, його власним ліхтариком — доки він викликав по рації диспетчера (10-15 секунд).
Фокс Малдер та Дейна Скаллі оглядають тіло загиблого: удар, який вбив чоловіка, був настільки безжальним, що його окуляри пройшли через задню частину черепа. Вони допитують підозрюваного, підлітка Тоні Ріда — виявили відбитки його пальців на знарядді вбивства, але хлопець заперечує будь-яку участь у вбивстві. Малдер і Скаллі погоджуються, що Тоні невинний, хоча теорія Фокса про участь духів Дейною не поділяється. Натомість Скаллі пропонує їм допитати друзів Тоні.
Макс запізнюється на іспит і за 1 хвилину встигає позначити правильні відповіді — чим страшенно збентежує вчителя. Малдер і Скаллі відвідують школу Тоні й спілкуються з двома підлітками, які були із Тоні в лісі: сином шерифа, Максом Гарденом, та його дівчиною Честіті Рейнс. Честіті здається стурбованою долею Тоні, коли Малдер і Скаллі кажуть їй, що він може потрапити до в'язниці. Однак пізніше Тоні звільняють від підозр, коли зброя вбивства таємниче зникає з кімнати для доказів. Малдер і Скаллі переглядають відеозаписи із цієї кімнати, на яких показано, що ліхтарик просто зникає. Однак розмитість на відеозаписі привертає увагу Малдера, а пізніше аналіз знавця експериментальними методами (кольоровий спектрографічний генератор) виявляє, що розмитий предмет твердий й відповідає кольорам місцевої середньої школи. Мати Тоні підозрює — її син щось приховує. Тим часом Макс викликає Тоні на вулицю і вони мчать по шосе краденим автомобілем. Макс зникає з-за керма; Тоні намагається зупинити авто. Автомобіль врізається в дерево а Тоні якимось чином — за десяток метрів звідти.
Коли на одного з викладачів середньої школи, якого сильно зневажав Макс, нападає і вбиває невидима сила, використовуючи стіл і стілець перед багатьма свідками, Малдер підозрює, що Макс має якусь паранормальну здатність і використовує її для вбивства. Малдер вважає, що зміна підліткових гормонів Гардена дає йому паранормальні здібності, які дозволяють йому нападати на людей, не торкаючись їх.
Тим часом Тоні слідує за Честіті в печеру у лісі і натрапляє на химерний стовп світла. Після того, як Тоні виходить на світло, він володіє тими самими здібностями, які мають Макс і Честіті — здатністю вібрувати на високих частотах, це надає можливість Тоні рухатися швидше, ніж може виявити звичайний зір. У той же час, однак, Макс падає і відправляється в лікарню, де виявляється, що він страждає від виснаження, абстиненції, струсу головного мозку, м'язових розтягнень та артриту скелета — його здатності вбивають його. Зрештою Малдер приходить до висновку, що він володіє надлюдською швидкістю.
Честіті викрадає Макса з лікарні, він повертається до печери (хоча вона запропонувала їхати кудись ще за допомогою, але Макс відмовився). Пізніше шериф знаходить ліхтарик у кімнаті Макса і сперечається з сином щодо вбивств. Макс зізнається, а потім намагається вбити батька, але Тоні втручається, беручи пістолет шерифа і залишаючи ліхтарик для ФБР. Шерифа негайно доставляють до лікарні.
Тієї ночі Тоні та Честіті прямують до печери, щоб Макс більше не витрачав решту енергії. Опинившись там, Честіті була збита до стану без свідомості Максом, який потім протистояв Тоні, використовуючи його здібності, щоб повернути пістолет, перш ніж кинути його. Однак Честіті (підібравшись і використовуючи свої здібності) бере пістолет й стріляє ззаду в Макса, а потім стає перед тією ж кулею; вона каже Тоні, що не може повернутися до того, що було раніше. Приїжджають Малдер і Скаллі. Потім Тоні перебуває у лікарні та оздоровлюється, в той час як численні геологічні експерти оглядали печеру, але не змогли визначити нічого незвичного.
Влада міста віддає наказ заповнити печеру бетоном, запечатуючи назавжди та залишаючи таємницею питання про те, що спричинило здібності підлітків.

## Зйомки
Основна концепція «Натиску» продумувалася протягом шостого сезону серіалу". Девід Амман, який написав епізод, пізніше пояснив, що оригінальною ідеєю було просто описати «(ефект), що має силу надшвидкості, на проблемних підлітків». Однак історія швидко набула «глибших» значень: зловживання наркотиками, нудьга та підлітковий досвід. За словами Кріса Картера, спосіб зобразити підлітків на екрані був «хитрим». Він зазначив: "Давно ми не мали справи з підлітковою тугою.
За словами режисера кастингу серіалів Ріка Міллікана, вибрати акторів та акторок для епізоду було важче, ніж зазвичай. Він пояснив: «Це були всі підлітки, але, маючи на увазі „район Беверлі-Гіллз“, ми шукали щось інше, ніж типових дітей зразка 90210». Міллікан врешті-решт вибрав людей, які могли зіграти «тонкий вид зла», а також виявити зарозумілість і вразливість. Родні Скотт був обраний на роль Тоні Ріда; на той час він був відмий за роллю у телевізійному фільмі «Давай, стань щасливим: сім'я Партрідж» (1999).
Хоча епізод значною мірою покладався на спецефекти, режисер Роберт Ліберман зумів створити багато необхідних сцен, просто використовуючи різні швидкості камери. Для того, щоб отримати належне відчуття піку ефекту, тестові кадри асистентом режисера Ксочі Блаймером були зняті зі швидкістю 24, 12, 6 та 3 кадри в секунду. Після зйомки було додано цифровий «ефект розмиття», щоб надати знімку розмитий вигляд. Під час сцени, коли підлітки натрапляють на світло і отримують потужність швидкості, команда спецефектів зробила дві окремі сцени: одне з тіл підлітків і одна з голів підлітків швидко «розмахувалися». Потім команда спецефектів «відтягувала» голову в кадрах, на яких зображені підлітки, що швидко рухаються, і використовувала їх для заміни голів на знімках нерухомих тіл. Цей метод зображав тіла у фокусі, але дозволяв головам швидко рухатися.
Знімальний колектив використовував кілька різних зразків для сцени «часу кулі». Щоб створити постріл, мітка кулі на грудях Макса поєднувалася з димом та «фальшивими кулями різної швидкості розкадровки» — за словами продюсера Пола Рабвіна. Були застосовані різні пристрої спостереження за кулею, включаючи яскраво виражений ефект розмиття, який згодом був усунений на користь більш реалістичного «димового» шляху. Виробничій бригаді було важко вирішити, чи повинна куля залишатися на швидкості Честіті, коли вона йшла до неї, чи їй слід передавати кулю; зрештою група вирішила на користь останнього.
Координатор трюків Денні Весілес допоміг влаштувати такі щвидкісні кадри, як сцена, в якій обідній стіл вбиває вчителя. Згодом Френк Спотніц назвав сцену «мабуть однією з найжахливіших речей, які ми коли-небудь робили». Через насильницький характер епізоду — і, зокрема, сцени в їдальні — у відділу стандартів і практик «Фокс» виникла проблема із моментом, що показує взаємодію між столом і людиною. Для того, щоб виглядало правдоподібно, удар був знятий, але решта місця події залишилася статичною
Як комічне вшанування на початку завершальних титрів, можна почути звуковий ефект, який збігся з «подвигами сили» Стіва Остіна як Біонічної людини (із серіалу «Людина в шість мільйонів доларів»).

## Показ і відгуки
«Натиск» вперше вийшов у мережі «Fox» у США 5 грудня 1999 року. Цей епізод отримав рейтинг Нільсена 7,9 із часткою 11, що означає — приблизно 7,9 % всіх домогосподарств, обладнаних телевізором, і 11 % домогосподарств, які дивляться телевізор, були налаштовані на епізод. Його переглянули 12,71 мільйона глядачів. Епізод, випущений у Великій Британії та Ірландії в ефірі «Sky One» 16 квітня 2000 року, переглянуло 0,79 млн. глядачів. Пізніше епізод був номінований на «Прайм-тайм премію „Еммі“» — «за видатні спеціальні візуальні ефекти для драматичного серіалу».
Епізод отримав переважно змішані та негативні відгуки критиків. Пола Вітаріс з «Cinefantastique» надала епізоду змішаний огляд і присудила йому 2 зірки з чотирьох. Вона зазначила, що епізод страждав від «м'якої історії», наповненої «м'якими підлітками», зазначивши, що актори, котрі грали трьох головних підлітків, були «настільки загальними, наскільки це може бути». Вітаріс дійшла висновку, що «„Натиск“ навряд чи є найгіршим із „Цілком таємно“; про нього можна просто забути». Кеннет Сілбер з «Space.com» критично поставився до епізоду, аргументуючи, що шоу повторно використовувало сюжетні лінії і особистості підлітків були абсолютно нецікавими. Він написав: «Цей епізод розгортається з м'яким почуттям знайомства. Знову ж таки, неспокійні підлітки граються з паранормальними силами, які можуть лише ввести їх у подальші неприємності. На жаль, у цих підлітків не вистачає цікавих особистостей, і сила, про яку йдеться, залишається абсолютно загадковою». Річ Розелл з «Digitally Obsessed» нагородив епізод 3,5 із 5 зірок і написав, що він був «Не блискучим, але в міру розважальним». Роберт Шірман та Ларс Пірсон у книзі «Хочемо вірити: критичний путівник з Цілком таємно, Мілленіуму та Самотніх стрільців» оцінили епізод 2 зірками з п'яти" «Незважаючи на високу оцінку спецефектів серій, Цілком таємно просто вже не круто».
Не всі відгуки були такими негативними. Емілі ВанДерВерф з «The A.V. Club» нагородила епізод оцінкою «B–». Насолоджуючись приміщенням, вона розкритикувала запис за участь у гостьовому складі, який «в основному малопомітний». Однак вона позитивно прокоментувала сцену, коли Макс вбиває свого вчителя, зазначивши, що це «жорстока смертельна послідовність», яку епізод міг би використати більше. Том Кессеніч у книзі «Іспити» дав епізоду переважно позитивний відгук, написавши: «„Натиск“ був досить моторошним і мав чудову взаємодію між Малдером і Скаллі».

## Знімалися
- Девід Духовни — Фокс Малдер
- Джилліан Андерсон — Дейна Скаллі
- Родні Скотт — Тоні Рід
- Скотт Купер — Макс Гарден
- Нікі Айкокс — Хастіті Рейнс
- Лес Ланном — заступник Фостера
- Том Бауер — шериф Гарден
- Енн Дауд — місіс Рід
- Білл Доу — Чарльз Беркс